# Campbells Creek
Campbells Creek är en ort i Australien. Den ligger i kommunen Mount Alexander och delstaten Victoria, omkring 110 kilometer nordväst om delstatshuvudstaden Melbourne. Campbells Creek ligger 269 meter över havet och antalet invånare är 1 266.
Runt Campbells Creek är det mycket glesbefolkat, med 6 invånare per kvadratkilometer.. Närmaste större samhälle är Castlemaine, nära Campbells Creek. 
I omgivningarna runt Campbells Creek växer huvudsakligen savannskog. Genomsnittlig årsnederbörd är 782 millimeter. Den regnigaste månaden är juli, med i genomsnitt 92 mm nederbörd, och den torraste är januari, med 22 mm nederbörd.